# 舊羅德
舊羅德（Old Road）是加勒比海島國安提瓜和巴布達的安提瓜島聖瑪麗區的一個城鎮，位於該島西南部海岸，奧巴馬山（舊稱博吉峰）東南部，距離該區首府博蘭斯6公里，2012年人口1,149人。